# 68 (getal)
68 (achtenzestig) is het natuurlijke getal volgend op 67 en voorafgaand aan 69.

## In de wiskunde
Er is geen oplossing voor Eulers totiëntvergelijking φ(x) = 68, waarmee 68 een niettotiënt is.

## Overig
68 is ook:
- Het jaar A.D. 68 en 1968.
- Het atoomnummer van het scheikundige element Erbium (Er).